# Ранние работы
«Ранние работы» (серб. Рани радови, сербохорв. Rani radovi) — фильм югославского, сербского режиссёра Желимира Жилника, который был удостоен за эту работу двух премий Берлинского кинофестиваля 1969 года: Золотой медведь и Лучший фильм для молодёжной аудитории.

## Сюжет
Действие происходит в Югославии конца 1960-х годов. Трое молодых людей и девушка с говорящим именем Югослава, находясь в юношеском восторге от идей марксизма, отправляются по сельским районам Воеводины «повышать социалистическое сознание крестьянства». Их старый Citroën 2CV безнадёжно глохнет в первой луже. Митинг о техническом прогрессе и скором отмирании на арене истории класса сельскохозяйственных рабочих переходит в избиение молодых лекторов и вываливание в грязи. Их задерживает полиция, юношей показательно стригут.
Они продолжают свои путешествия. Каждый из молодых людей по своему любит Югославу, она пытается отвечать вниманием им всем. Постепенно, в грязном каждодневном труде добывая пропитание, юноши утрачивают романтические идеалы. Они убивают Югославу и ритуально сжигают её труп в революционном флаге, убеждая друг друга, что это она, и только она, — корень предательства идей свободы.

## В ролях
- Миля Вуянович — Югослава
- Богдан Тирнанич
- Седомир Радович
- Марко Николич

## Художественные особенности
Картина — аллегорический образ как всего молодёжного протестного движения в Европе 1968 года (майские события во Франции и так далее) в целом, так и Пражской весны в частности.
Среди художественных особенностей течения Югославской чёрной волны, одной из вершин которого признан этот фильм, кинокритики называют следующие. Нетрадиционные формы изложения сюжета и подачи видеоряда (в фильме — дробный монтаж, рваная ритмика, неразрывная связь постановочных сцен с документальными съёмками), рассмотрение острых социальных проблем, часто с точки зрения оппозиционной к существовавшей власти (нежелание большинства обывателей поддерживать любые радикальные перемены, доходящее до агрессивного противодействия), чёрный юмор (сцена одновременной дефекации героев, сопровождаемая абсурдным в данной ситуации диспутом, неуместное, по любому поводу, цитирование «Капитала»), фаталистические финалы (сговор и предательство в отношении Югославы, её казнь).

## История создания и проката
Фильм снимался осенью 1968 года и был прямым отражением вопросов и сомнений, развивщихся в социалистическом мире после июньских студенческих демонстраций в Белграде и оккупации Чехословакии в августе того же года. Молодой режиссёр открыто выступал против советской интервенции и отразил свои взгляды в фильме. Картина была выпущена в феврале 1969 года по всей Югославии. О ней много говорили в прессе, более половины статей выступало в её поддержку. В том же году прокурор Белграда выдвинул против фильма обвинение и возбудил уголовное дело. Желимир Жилник защищал свою работу в суде, и судья разрешил продолжить прокат. Картина была направлена на Берлинский кинофестиваль. Среди членов жюри были лидеры студенческих протестов в Германии, которые и дали фильму молодёжную премию.
После того, как лента выиграла «Золотого медведя», режиссёр ощутил серьёзное политическое давление и реакцию неприятия от коллег по кино. Это был первый фильм в истории Югославии, который выиграл главный приз на крупном международном фестивале. Многие из старших коллег, особенно тех, кто делал картины про партизанскую войну, называли его любительским. В партийных ячейках были организованы дискуссии, и летом фильм был осуждён как анархо-либеральный. Режиссёр, являвшийся членом Союза коммунистов, был исключён из партии. В скором времени он был вынужден бежать из родной страны в Германию.

## Дополнительная информация
В качестве автора диалогов в титрах фильма указаны Карл Маркс и Фридрих Энгельс.